# Općina Ilirska Bistrica
Općina Ilirska Bistrica (slo.:Občina Ilirska Bistrica) je kraška općina u južnoj Sloveniji u statističkoj regiji Notranjsko-kraškoj. Središte općine je naselje Ilirska Bistrica s 4.869 stanovnika.

## Naselja u općini
Bač, Brce, Dobro Polje, Dolenje pri Jelšanah, Dolnja Bitnja, Dolnji Zemon, Čelje, Fabci, Gabrk, Gornja Bitnja, Gornji Zemon, Harije, Hrušica, Huje, Ilirska Bistrica, Jablanica, Janeževo Brdo, Jasen, Jelšane, Kilovče, Knežak, Koritnice, Koseze, Kuteževo, Mala Bukovica, Male Loče, Mereče, Nova vas pri Jelšanah, Novokračine, Ostrožno Brdo, Pavlica, Podbeže, Podgrad, Podgraje, Podstenje, Podstenjšek, Podtabor, Pregarje, Prelože, Prem, Račice, Ratečevo Brdo, Rečica, Rjavče, Sabonje, Smrje, Snežnik, Soze, Starod, Studena Gora, Sušak, Šembije, Tominje, Topolc, Trpčane, Velika Bukovica, Veliko Brdo, Vrbica, Vrbovo, Zabiče, Zajelšje, Zarečica, Zarečje

## Vanjske poveznice
- Službena stranica općine